# دل‌های منجمد
دل‌های منجمد (انگلیسی: Frozen Hearts) یک فیلم کمدی صامت آمریکایی است که در سال ۱۹۲۳ منتشر شد.

## بازیگران
- استن لورل
- کاترین گرانت
- جیمز فینلیسون
- می دالبرگ
- سمی بروکس
- اینا گرگوری
- تایلر بروک
- جرج رو
- ارل موهان
- پی‌یر کودر